# Kortom
Kortom est un cheval de couleur grise, probablement espagnol, qui a appartenu au roi de Suède Charles XI. Son portrait a été réalisé en 1684, alors qu'il était âgé de trente ans, par le peintre David Klöcker Ehrenstrahl. 

## Histoire
Kortom est monté par le roi Charles XI lors de jeux équestres, en particulier en 1672. Il était probablement entraîné à réaliser des exercices de haute école. 
Sa mort à un âge avancé laisse à supposer qu'il fut également bien soigné.

## Description

Portrait de Kortom par un artiste inconnu, vers 1650.

Kortom est probablement un cheval espagnol de modèle court (d'où son nom) et robuste, doté d'épaules larges. Son encolure est musclée et ses veines apparaissent saillantes sur la peinture qui le représente. 
La légende de la peinture précise « il n'y avait pas grand-chose dans cet animal sans âme qui fût différent de l'entendement d'un humain ».

## Héritages et honneurs
Un portrait de ce cheval a été peint par David Klöcker Ehrenstrahl en 1684, dans sa trentième année. La peinture à l'huile sur toile est de très grande taille, puisqu'elle mesure 283 × 257 cm. Elle fait partie des peintures emblématiques des chevaux de Charles XI. Elle est conservée au Nationalmuseum de Stockholm. Ce portrait est exposé à partir de juin 2024 au château de Versailles pour l'exposition Cheval en majesté,,.
Un poème épique de l'évêque Haquin Spegel portant sur la Création célèbre ce cheval en 1685.